# Karlo III., grof Alençona
Karlo III. (francuski Charles III; 1337. – 5. srpnja 1375.) bio je francuski plemić iz dinastije Valois. Najstariji sin grofa Karla II. i njegove supruge Marije de la Cerde, Karlo III. bio je grof Alençona i Perchea 1346. — 1361. godine.
Karlo je postao fratar, dominikanac te nadbiskup Lyona. Alençon je prešao u ruke Karlovu bratu Petru, koji je postao Petar II., grof Alençona.